# Tetiana Dorojova
Tetiana Mykolaívna Dorojova (en ucraniano: Тетяна Миколаївна Дорохова; Kitsman, URSS, 3 de junio de 1985) es una deportista ucraniana que compitió en tiro con arco, en la modalidad de arco recurvo.
Ganó una medalla de bronce en el Campeonato Mundial de Tiro con Arco al Aire Libre de 2003 y cinco medallas en el Campeonato Mundial de Tiro con Arco en Sala entre los años 2003 y 2007.
Además, obtuvo dos medallas en el Campeonato Europeo de Tiro con Arco al Aire Libre, en los años 2004 y 2006, y cinco medallas en el Campeonato Europeo de Tiro con Arco en Sala entre los años 2006 y 2011.

## Palmarés internacional
| Campeonato Mundial al Aire Libre | Campeonato Mundial al Aire Libre | Campeonato Mundial al Aire Libre | Campeonato Mundial al Aire Libre |
| Año                              | Lugar                            | Medalla                          | Prueba                           |
| -------------------------------- | -------------------------------- | -------------------------------- | -------------------------------- |
| 2003                             | Nueva York (Estados Unidos)      | Medalla de bronce                | Equipo                           |
| Campeonato Mundial en Sala       |                                  |                                  |                                  |
| Año                              | Lugar                            | Medalla                          | Prueba                           |
| 2003                             | Nimes (Francia)                  | Medalla de oro                   | Equipo                           |
| 2005                             | Aalborg (Dinamarca)              | Medalla de plata                 | Individual                       |
| 2005                             | Aalborg (Dinamarca)              | Medalla de plata                 | Equipo                           |
| 2007                             | Esmirna (Turquía)                | Medalla de bronce                | Individual                       |
| 2007                             | Esmirna (Turquía)                | Medalla de bronce                | Equipo                           |
| Campeonato Europeo al Aire Libre |                                  |                                  |                                  |
| Año                              | Lugar                            | Medalla                          | Prueba                           |
| 2004                             | Bruselas (Bélgica)               | Medalla de oro                   | Equipo                           |
| 2006                             | Atenas (Grecia)                  | Medalla de plata                 | Equipo                           |
| Campeonato Europeo en Sala       |                                  |                                  |                                  |
| Año                              | Lugar                            | Medalla                          | Prueba                           |
| 2006                             | Jaén (España)                    | Medalla de plata                 | Equipo                           |
| 2008                             | Turín (Italia)                   | Medalla de oro                   | Individual                       |
| 2008                             | Turín (Italia)                   | Medalla de plata                 | Equipo                           |
| 2010                             | Poreč (Croacia)                  | Medalla de oro                   | Equipo                           |
| 2011                             | Cambrils (España)                | Medalla de plata                 | Equipo                           |